# شرقي عردن (إب)
قالب:شرقي عردن
|الاسم الرسمي       = شرقي عردن
|اسم2              = ممسى شرقي عردن 
| البلد            =  اليمن
|صورة المدينة      = 
|تعليق الصورة      = 
|حجم الصورة        = 
|علم               =
|تعليق علم         = 
|شعار              =
|تعليق شعار        =
|اللقب             =
|تاريخ التأسيس     =  
|خريطة المدينة      =
|تعليق على الخريطة  = 
|نوع المنطقة        = مديرية
|اسم المنطقة        =  مديرية العدين
|المسؤول الأعلى      = 
|اسم المسؤول        = 
|المسؤول الثاني     = محافظة
|اسم المسؤول الثاني = محافظة إب
|المسؤول الثالث     = 
|اسم المسؤول الثالث = 
|مساحة الأرض        =  13.702 (كم²). 
|مساحة المياه       = 
|ارتفاع            = 
|المساحة الكلية     = 
|التعداد السكاني   = 4796
|سنة التعداد       = 2004
|إجمالي السكان       = 12000 تقريبآ 
|الكثافة السكانية  = 
|خط العرض          = 
|خط الطول          = 
|خريطة البلد       = اليمن
|غرينتش توقيت صيفي =
|التوقيت           =  توقيت اليمن 
|فرق التوقيت       = +3 
|الرمز البريدي      =
|الرمز الهاتفي      =
|موقع              = 
|خلفية             =FF0000
|كتابة             =FFFFFF
}}
شرقي عردن هي إحدى قرى الجمهورية اليمنية. تتبع جغرافيا لإمحافظة إب وإداريًا لمديرية العدين. تتكون من عدة قرئ، يبلغ تعداد سكانها 4796 نسمة حسب الإحصاء الذي أجري عام 2004.
تحدها من الشمال المزاحن وحور  ومن الجنوب الحصابين والغرب عزلة عردن ومن الشرق بني زهير